# Perundurai
Perundurai là một thị xã panchayat của quận Erode thuộc bang Tamil Nadu, Ấn Độ.

## Địa lý
Perundurai có vị trí 11°16′B 77°35′Đ / 11,27°B 77,58°Đ Nó có độ cao trung bình là 292 mét (958 feet).

## Nhân khẩu
Theo điều tra dân số năm 2001 của Ấn Độ, Perundurai có dân số 16.973 người. Phái nam chiếm 50% tổng số dân và phái nữ chiếm 50%. Perundurai có tỷ lệ 72% biết đọc biết viết, cao hơn tỷ lệ trung bình toàn quốc là 59,5%: tỷ lệ cho phái nam là 80%, và tỷ lệ cho phái nữ là 65%. Tại Perundurai, 9% dân số nhỏ hơn 6 tuổi.